# Hilliard (Floryda)
Hilliard – miasto w Stanach Zjednoczonych, w stanie Floryda, w hrabstwie Nassau.